# Besboro
Besboro è una piccola isola degli Stati Uniti d'America, nel mare di Bering, è situata nella baia di Norton Sound, 18 km a ovest della costa dell'Alaska. Ha 3 km di lunghezza ed è larga solo 800 m; raggiunge un'altitudine massima di 275 m.
Amministrativamente appartiene alla Census Area di Nome ed è gestita dall'unità del mare di Bering dell'Alaska Maritime National Wildlife Refuge. L'isola è stata registrata come Besborough Island dal capitano James Cook il 12 settembre 1778.